# Betty Aberlin
Betty Aberlin (Nova York, 30 de desembre de 1942) és una actriu, poetessa, i escriptora estatunidenca.
Nascuda com Betty Kay Ageloff, Aberlin tenia un paper regular a Smothers Brothers. Ha fet diversos anuncis de televisió, i feia de "Senyora Aberlin" a Mister Rogers Neighborhood. Els seus papers al cinema inclouen Dogma i Jersey Girl.
També ha publicat una recull de poemes, The Diary of an Old Soul & The White Pages Poems, amb A Book of Strife, in the Form of the Diary of an Old Soul, un recull de poemes de 1880 de George Macdonald.
Ha escrit la lletra d'una cançó per Jonathan Coulton